# Bisagni
La famiglia Bisagni (o Bisagna, più raramente Bisagno) è una famiglia di nobiltà siciliana di Messina le cui origini sono a Genova. La filiazione risale al XVI secolo e in particolare durante il secolo genovese.

## Origini
La prima apparizione del nome Bisagni risale al 1232 a Genova, riferita a un certo Eurico di Bisagni. L'attuale famiglia è il risultato dell'incrocio di quattro famiglie nobili siciliane : Bisagni, Balsamo (ex senatori messinesi la cui stirpe risale al 1419), Faraone (senatori messinesi nel 1537), e Della Valle (senatori catanesi nel 1505 e 1507).
Il nome Bisagni deriverebbe dalla contrazione delle due parole latine Bis e Agni, che significano due agnelli, rappresentati nel copricapo a tracolla dello stemma di famiglia. L'ancora sarebbe un ricordo dell'origine portuale della città di Messina. Il nome del fiume Bisagno a Genova o il tradizionale ballo bisagna potrebbe essere ispirato.

## Blasonatura
Scudo rosso a due bande d'oro, caricate ciascuna da un agnello coricato di nero, accompagnate nel cuore da un’ancora d'argento, posta in banda.

## Personalità
Un certo Francesco Bisagni diventa Cavaliere dell'Ordine di Malta nel 1627. Nel 1642 pubblicò un trattato sulla pittura italiana che gli varrà il nome nel "dizionario di personaggi illustri e illustri" pubblicato nel 1822. Una poesia di Bernardino Martirano in suo splendore fu scritta nel 1631 e conservata nel Museo dell'Ordine di San Giovanni a Londra dove esiste un'altra versione delle armi di famiglia.
Tra i membri contemporanei della famiglia ci sono ad esempio:
- Alessandro Bisagni, presidente e fondatore di Bisagni Environmental Enterprise (incorporazione BEE)[11] lavorando in più di cinquanta paesi[12] ed è considerata una delle principali società di sostenibilità a Hong Kong[13];
- Gianfranco Bisagni, amministratore delegato della filiale Centro Europa della banca italiana Unicredit[14][15];
- Anne Bisagni-Faure, rettore francese della regione accademica Nouvelle-Aquitaine e rettore dell'Accademia di Bordeaux da luglio 2019[16];
- Getty Bisagni, pittore e scultore italiano[17], dall'Ecole Nationale Supérieure des Beaux-Arts, dopo aver esposto alla Galleria Pace nel 1978 e in tutto il mondo[18];
- Domenico Bisagni (soprannominato "Nick"), illustre pugile americano che partecipò ai Golden Gloves nel 1927[19];
- Jacopo Bisagni, Docente presso l'Università di Galway[20], ricercatore del CNRS[21], ed editore di numerose opere accademiche[22][23];
- Emile Bisagni, già ricercatore di chimica al CNRS e dottore in scienze[24], direttore di diverse tesi[25], e autore di più di cento pubblicazioni, brevetti o contributi[26].